# Виња (Бјела)
Виња је насеље у Италији у округу Бијела, региону Пијемонт.
Према процени из 2011. у насељу је живело 125 становника. Насеље се налази на надморској висини од 537 м.